# Leucocrinum
Leucocrinum je monotipski rod trajnica iz porodice šparogovki smješten u tribus Anthericeae, dio je potporodice saburovki. Jedina vrsta je američki endem iz SAD-a, L. montanum.
Rod je opisan u Annals of the Lyceum of Natural History of New York 4: 108, 110. 1837.

## Opis
Biljka naraste 5 do 10 cm, listovi se šire, dugi 10–20 cm × 2–8 mm široki; uapdljivi cvjetovi sa dugim, bijelim cvjetnim cjevčicama navodno su mirisni (V. A. Matthews 1986); prašnici 4–6 mm.; Kapsule 5–8 mm.; Sjemenke 3–4 mm. Cvjetanje je u proljeće (ožujak - lipanj). Voli ravne šikare, prerije s niskom travom, pustinje s grmljem do otvorenih planinskih šuma, pješčana do stjenovita područja; 800--2400 m; Arizon, Kalifornija, Kolorado, Idaho, Montana, Nebraska, Nevada, Novi Neksiko, Sjeverna Dakota, Oregon, Južna Dakotga, Utah, Wyoming. Američki domoroci jeli su korijenje (G. Kunkel 1984), a plemena Paiute i Shoshone koristila su biljku kao dermatološku pomoć (D. E. Moerman 1986).
- L. montanum
- L. montanum
- L. montanum

## Sinonimi
- Leucocrinum montanum var. fibrosum E.H.Kelso; Rhodora 35: 348 (1933)
- Leucocrinum montanum var. majus Baker; J. Linn. Soc., Bot. 17: 453 (1879)